# Copa das Confederações da CAF de 2013 – Fase Final
A Fase Final da Copa das Confederações da CAF de 2013 foi disputada entre outubro de novembro. Um total de quatro equipes disputaram esta fase.

## Equipes classificadas
| Grupo | Vencedores | Segundo-lugares |
| ----- | ---------- | --------------- |
| A     | CS Sfaxien | Stade Malien    |
| B     | TP Mazembe | CA Bizertin     |

## Formato
As partidas foram disputadas em formato de ida e volta. Se as equipes empatarem no placar agregado após a segunda partida, a regra do gol fora de casa é aplicada, e se continuar empatada a disputa irá direto para a disputa por pênaltis (não é disputada a prorrogação).

## Semifinais
Nas semifinais, o vencedor do grupo A enfrentou o segundo colocado do grupo B, e o vencedor do grupo B enfrentou o segundo colocado do grupo A, com os vencedores dos grupos disputando a partida decisiva em casa.

### Partidas de ida
| 6 de outubro  | CA Bizertin | 0 – 0     | CS Sfaxien | Stade 15 Octobre, Bizerta    |
| 15:00 (UTC+1) |             | Relatório |            | Árbitro: ALG Mohamed Benouza |

| 6 de outubro  | Stade Malien | 1 – 2     | TP Mazembe             | Stade Modibo Kéïta, Bamako |
| 16:00 (UTC+0) | Koïta 27'    | Relatório | Kalaba 14' · Mputu 23' | Árbitro: CMR Neant Alioum  |

### Partidas de volta
| 19 de outubro | TP Mazembe     | 1 – 0     | Stade Malien | Stade TP Mazembe, Lubumbashi |
| 15:30 (UTC+2) | Mputu 7' (pen) | Relatório |              | Árbitro: ALG Djamel Haimoudi |

TP Mazembe venceu por 3–1 no agregado e avançou a próxima fase.
| 20 de outubro | CS Sfaxien  | 1 – 0     | CA Bizertin | Stade El Menzah, Tunes    |
| 19:00 (UTC+1) | Kouyaté 44' | Relatório |             | Árbitro: EGY Gehad Grisha |

CS Sfaxien venceu por 1–0 no agregado e avançou a próxima fase.

## Final

### Partida de ida
| 23 de novembro | CS Sfaxien                 | 2 – 0     | TP Mazembe | Stade Olympique de Radès, Radès |
| 18:00 (UTC+1)  | Ndong 16' · Khenissi 90+1' | Relatório |            | Árbitro: GAB Eric Otogo-Castane |

### Partida de volta
| 30 de novembro | TP Mazembe               | 2 – 1     | CS Sfaxien      | Stade TP Mazembe, Lubumbashi |
| 15:30 (UTC+2)  | Traoré 10' · Samatta 24' | Relatório | Ben Youssef 88' | Árbitro: RSA Daniel Bennett  |